# راؤول كاردوزو
راؤول كاردوزو (بالإسبانية: Raúl Cardozo)‏ هو لاعب كرة قدم أرجنتيني، ولد في 26 أكتوبر 1967 في مورون في الأرجنتين. شارك مع منتخب الأرجنتين لكرة القدم. أما مع النوادي، فقد لعب مع أوليمبيا أسونسيون وتشاكاريتا جيونيورز وفيليز سارسفيلد وناسيونال مونتيفيديو ونيولز أولد بويز.

## وصلات خارجية
- راؤول كاردوزو على موقع الاتحاد الأوربي (الإنجليزية)
- راؤول كاردوزو على موقع قاعدة بيانات كرة القدم.إي يو (الإنجليزية)
- راؤول كاردوزو على موقع ناشيونال فوتبول تيمز (الإنجليزية)